# Cuevas del pirata
Las Cuevas del Pirata o Cuevas del Quebradón son un conjunto de cuevas calizas ubicadas en el parque nacional Sierra de La Culata, en La Azulita en el municipio Andrés Bello, Mérida, Venezuela.

## Características
Estas cuevas cuentan con dos bocas de entrada y salida. Debidas a la erosión y el efecto del agua, se caracterizan porque en su interior hay muchas galerías, cámaras y salones, y su temperatura promedio es de entre 19 °C a 22 °C. Dentro de estas cuevas habitan insectos, aves y murciélagos nocturnos. Además están declaradas como patrimonio natural municipal, por lo que representan un territorio bajo administración especial

## Historia y Leyenda
Se dice que estas cuevas fueron descubiertas por el pirata Henry Morgan, al que no le importaba nada más que la riqueza. Un día salió de Londres con la bendición de la Corona Inglesa para saquear castillos y embarcaciones. 
Poco tiempo después encontró un barco dotado de armas de fuego y cañones de alto calibre, gracias a éste hallazgo el resto de las tripulaciones le temían, consiguiendo avanzar hasta el Lago de Maracaibo, donde, como buen pirata, saqueó la ciudad y acabó con todas aquellas personas que se rehusaban a entregar sus riquezas. Para su sorpresa, a su regreso lo estaban esperando, por lo que cambió de dirección, hasta llegar al puerto de Gibraltar. Allí descansó junto a sus hombres hasta haberse recuperado de los daños causados por la emboscada. Una vez recuperados, llegó a sus oídos que Mérida (Venezuela) era una ciudad muy rica, por lo que emprendieron una expedición hacia allá, pero a su llegada fueron atacados por un ejército de españoles; buscando refugio, llegaron a unas cuevas (posteriormente llamadas Las Cuevas del Pirata Morgan). Los atacantes, creyendo que habían huido hacia un barco atracado en el Lago de Maracaibo, al no encontrarles decidieron retirarse. Una vez que Henry y sus hombres supieron de su retirada, tomaron la ciudad de Mérida y la saquearon.
También se cree que en esa cueva se hacían ritos por los indígenas de aquella zona.